# Сергеевка (Буздякский район)
Серге́евка (баш. Сергеевка) — село в Буздякском районе Башкортостана, относится к Буздякскому сельсовету.

## Население
| 2002 | 2009 | 2010 |
| ---- | ---- | ---- |
| 715  | →715 | ↘702 |

Национальный состав
Согласно переписи 2002 года, преобладающие национальности — русские (44 %), башкиры (36 %).

## Географическое положение
Расстояние до:
- районного центра (Буздяк): 8 км,
- ближайшей ж/д станции (Буздяк): 8 км.

## Известные уроженцы
- Пятков, Виктор Евгеньевич (1929—2008) — советский нефтяник, оператор НГДУ «Юганскнефть», Герой Социалистического Труда (1981), отличник нефтедобывающей промышленности СССР (1970).